# Crimson
Crimson – szósty album fińskiego zespołu metalowego Sentenced, wydany w styczniu 2000 roku przez wytwórnię Century Media Records.
Według danych z kwietnia 2002 album sprzedał się w nakładzie 7,285 egzemplarzy na terenie Stanów Zjednoczonych.

## Twórcy
- Ville Laihiala – śpiew
- Miika Tenkula – gitara
- Sami Lopakka – gitara
- Sami Kukkohovi – gitara basowa
- Vesa Ranta – perkusja

Gościnnie  =
- Kari Hautalampi – fortepian (w utworach „Bleed in My Arms” i „Killing Me Killing You”)

## Lista utworów
| Nr  | Tytuł utworu              | Słowa          | Muzyka           | Długość |
| --- | ------------------------- | -------------- | ---------------- | ------- |
| 1.  | „Bleed in My Arms”        | Ville Laihiala | Laihiala         | 5:09    |
| 2.  | „Home in Despair”         | Sami Lopakka   | Miika Tenkula    | 3:48    |
| 3.  | „Fragile”                 | Lopakka        | Lopakka, Tenkula | 5:56    |
| 4.  | „No More Beating as One”  | Laihiala       | Laihiala         | 4:15    |
| 5.  | „Broken”                  | Lopakka        | Tenkula          | 4:32    |
| 6.  | „Killing Me Killing You”  | Lopakka        | Tenkula          | 5:26    |
| 7.  | „Dead Moon Rising”        | Lopakka        | Lopakka          | 4:56    |
| 8.  | „The River”               | Lopakka        | Tenkula          | 4:50    |
| 9.  | „One More Day”            | Lopakka        | Tenkula          | 5:15    |
| 10. | „With Bitterness and Joy” | Lopakka        | Tenkula          | 4:43    |
| 11. | „My Slowing Heart”        | Lopakka        | Tenkula          | 5:57    |
|     |                           |                |                  | 54:47   |